# Power in Black
Power in Black è il demo della band thrash metal Overkill. Esso fu registrato nel 1983.

## Tracce

### Lato 1
1. "Overkill" – 3:23
2. "The Beast Within" – 4:05
3. "There's No Tomorrow" – 3:35

### Lato 2
1. "Death Rider" – 3:50
2. "Raise the Dead" – 3:13

## Formazione
- Bobby "Blitz" Ellsworth – voce
- Bobby Gustafson – chitarra
- D.D. Verni – basso
- "Rat" Skates – batteria